# I pochód zimowy
I pochód zimowy – kampania zimowa oddziałów Armii Ukraińskiej Republiki Ludowej pod dowództwem gen. Mychajła Omelianowycza-Pawłenki, prowadzona na tyłach oddziałów Armii Czerwonej i Sił Zbrojnych Południa Rosji (zwanych Armią Ochotniczą), rozpoczęta 6 grudnia 1919 roku.

## Wprowadzenie
Pod koniec listopada 1919 roku oddziały Armii URL znalazły się w rejonie Lubar–Czartoria–Miropol (nazwanym trójkątem śmierci), otoczone ze wszystkich stron przez oddziały Wojska Polskiego, Armii Czerwonej i Sił Zbrojnych Południa Rosji. Dużą część Armii URL stanowili żołnierze chorzy wskutek epidemii tyfusu. Żołnierze byli załamani porażkami i kilkumiesięcznym odwrotem, nastąpiły poważne braki w zaopatrzeniu, i rozluźnienie dyscypliny. Dalsze przebywanie na miejscu groziło rozbiciem przez oddziały rosyjskie lub internowaniem w polskich obozach.
Na naradzie w Lubarze 5 grudnia 1919 roku postanowiono przejść na tyły Armii Ochotniczej. Front nie był szczelny – oddziały Armii Ochotniczej obsadzały tylko większe miejscowości oraz linie kolejowe, poza tym część sił rosyjskich stanowiły oddziały Ukraińskiej Armii Halickiej, zmuszone do przyłączenia się do sił rosyjskich, nie przejawiające ochoty do walki z oddziałami Armii URL. Na lubarskiej naradzie dokonano również reorganizacji struktury armii (z powodu dużych strat), oraz przydzielono zadania bojowe. Dowódcą armii został gen. Mychajło Omelianowycz-Pawłenko, objął również dowództwo Grupy Zaporoskiej. Zastępcą dowódcy został ataman Jurko Tiutiunnyk, dowodzący Grupą Kijowską. Trzeci oddział stanowiła Grupa Wołyńska pod dowództwem płk Ołeksandra Zahrodśkiego, a czwarty oddział – 3 Żelazna Dywizja, wzmocniona Szkołą Junacką, pod ogólnym dowództwem płk Wałentyna Trutenki.
Kolejna narada odbyła się 6 grudnia w Czartorii, a po niej, w nocy z 7 na 8 grudnia, oddziały wyruszyły czterema niezależnymi kolumnami na wschód. Tempo marszu było bardzo szybkie, oddziały pokonywały dziennie 50-60 km. Ogólna liczebność armii URL wyruszającej w pochód wynosiła około 10 tysięcy żołnierzy (jednak zdolnych do podjęcia natychmiastowej walki było około 2 tysięcy). Tempo marszu było podyktowane zamiarem oderwania się od nieprzyjaciela i nagłego przekroczenia linii frontu, spowodowało również oddzielenie się od maruderów i chorych, których pozostawiono własnemu losowi. Oddziały UHA zachowały życzliwą neutralność i nie przeszkadzały w przekraczaniu linii frontu. 12 grudnia oddziały armii URL zbliżyły się do linii kolejowych z zamiarem ich przekroczenia.

## Przebieg pochodu
13 grudnia oddziały Grupy Kijowskiej zdobyły dwa pociągi z zaopatrzeniem dla Armii Ochotniczej, w tym z odzieżą i butami, co polepszyło znacznie sytuację żołnierzy. 11 grudnia oddziały ukraińskie zaatakowały garnizon rosyjski w Winnicy. 14 grudnia zdobyto Lipowiec. Następnie w celu odpoczynku i reorganizacji armii oddziały URL skierowały się 18 grudnia w kierunku Humania. Początkowo napotykano tylko drobne oddziały Armii Ochotniczej, które nie podejmowały z reguły walki. Stoczono tylko kilka drobnych, zwycięskich potyczek, m.in. pod Żaszkowem i Stawiszczami. Dopiero 26 grudnia stoczono pod Żywotowem bitwę, w której całkowicie rozbita została 3 dywizja. Mimo niepowodzeń armia kontynuowała marsz, docierając 31 grudnia do Humania, i zajmując miasto. Podczas postoju zreorganizowano armię, likwidując dywizje zbiorcze, i tworząc jednolite dywizje: Zaporoską, Wołyńską i Kijowską. W skład każdej wchodziła brygada piechoty, pułk jazdy i bateria artylerii. Utworzono również samodzielny 3 pułk konny, i sztab armii, na czele którego stanął płk Andrij Dołud. Podczas postoju zaczęli do armii zgłaszać się ochotnicy, jednak przyjmowano tylko posiadających własną broń i umundurowanie. Zdecydowano również o zwiększeniu mobilności armii, zwiększając liczbę koni w jednostkach, a piechotę przewożąc podwodami. Przez pierwsze dwa tygodnie 1920 armia URL nie prowadziła żadnych działań poza patrolowymi. Armia Ochotnicza wycofywała się po klęsce w kierunku Krymu i Odessy, a bolszewicy dopiero gromadzili wojska na Prawobrzeżnej Ukrainie.